# مكتبة ومتحف الأوبرا

الواجهة الأمامية للمتحف

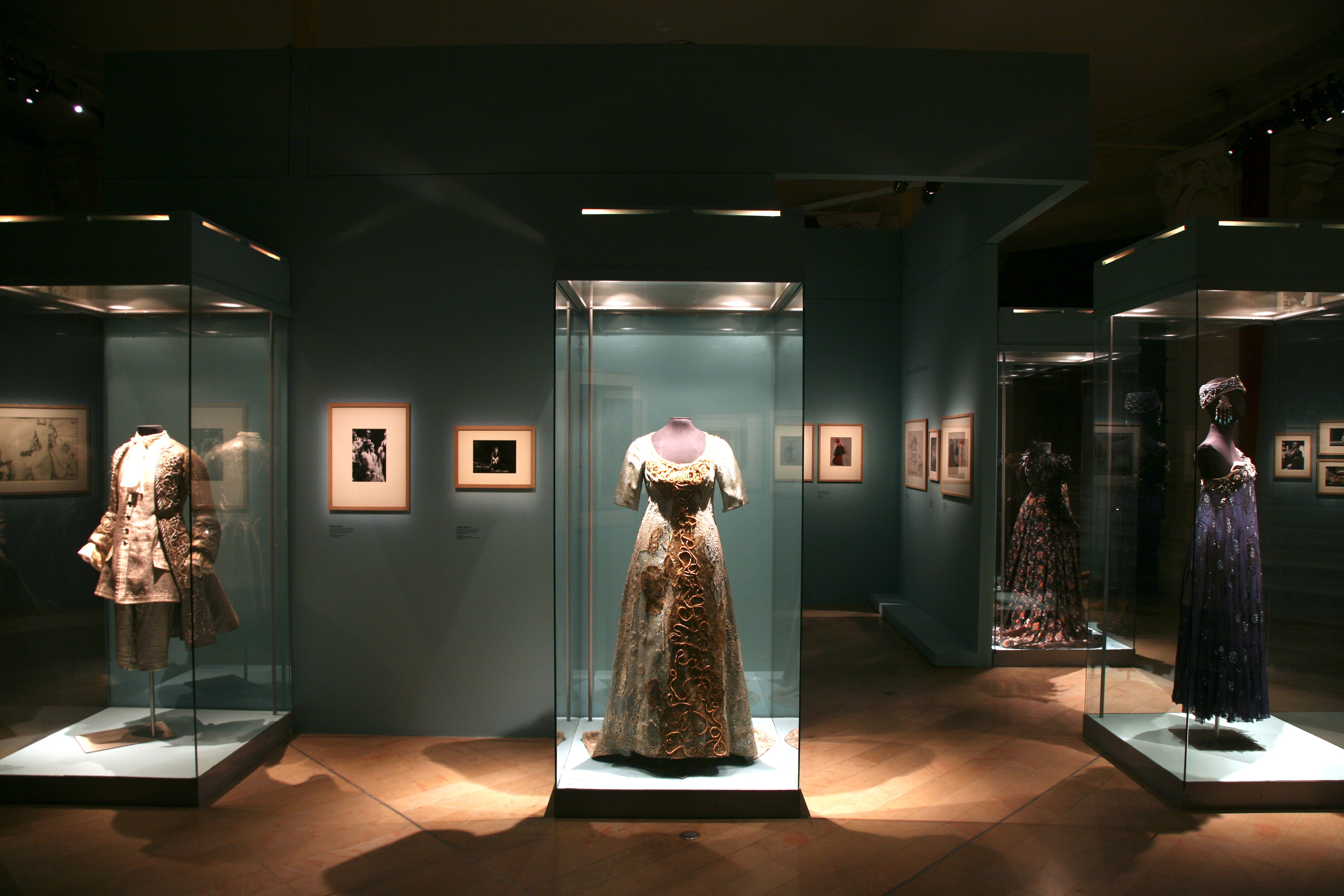
قسم المعارض في المتحف

مكتبة ومتحف الأوبرا (BMO) هي مكتبة ومتحف يقع في أوبرا غارنييه، في الدائرة التاسعة في باريس.هي ليست في أوبرا باريس الوطنية، ولكن هي جزء من قسم الموسيقى في مكتبة فرنسا الوطنية (BNF).

## التاريخ
وتأسست الأكاديمية الملكية للموسيقى في عام 1669 وكما أنه يوجد مكتب للطباعة والتاريخ.
المكتبي تشارل نيتى أطلق عليه اسم أمين أرشيف الأوبرا، وحصل على إقامة رسمية في مكتبة للأوبرا بمرسوم 16 مايو 1866.و عين أمين المكتبة بعد فترة وجيزة، لأنه ساهم في تصنيف وفهرسة الوثائق، بما في ذلك الكتب عن طريق الإستقبال من الإيداع القانوني.
في عام 1875،أطلق على خدمة المكتبة، أرشيف للأوبرا. في عام 1882،سمح لنيتى لاستخدام علم الإمبراطور من قصر غارنييه لتثبيت المكتبة وإضافة متحف.
المحفوظات، باستثناء السجلات، تذهب إلى بشكل كبير إلى الأرشيف الوطني الفرنسي سنة 1932. في عام 1935 قررت الأدارة دمج المكتبة الموسيقية في باريس، باتحاد المكتبات الوطنية الفرنسية.

## المحتوى
مكتبة ومتحف الأوبرا تحتوي على 000 600 وثيقة حيث يوجد:
- 000 100 كتاب.
- 860 1 وثيقة مختلفة مطبوعة.
- 000 16 وثيقة رمز موسيقي.
- 000 30 قطعة موسيقية.
- 000 10 وثيقة برنامج.
- 000 10 ملف وثائقي.
- 000 250 رسالة توقيعية.
- 000 11 نص أوركستر.
- 000 100 صورة.
- 000 30 مطبوعة مع 000 25 رسم لأزياء الديكور و 75 متر رسوم مع 100 متر إشهارات.
- 000 3 وثيقة مأرشفة ومنها 378 2 سجل إداري.
- وثائق ستتحصل عليها بمرور الزمن.

هي موطن للأرشيف الدولي للرقص التي جمعها رولف دي ماري التي أعطت للمكتبة في عام 1953.

## المتحف
تم بناء المتحف في أوبرا غارنييه. وهو يتألف من خمس غرف في صف واحد مع لوحات مشهورة ونماذج وأزياء.
في أعلى الدرج المؤدي إلى المتحف بنيت من عام 1990 الراقص البرونزي الكسندر خاليووجني التي نحتها النحات الفرنسي جاك جاستالدير.
كما يمكن للزوار رؤية رفوف الكتب التي يحميها زجاج صلب. يمكن أن يتم إطلاق هذه الوثائق للجمهور ولكن بدون مواعيد مسبقة.
مجموعة المتحف تحتوي على 8500 مادة، بما في ذلك 2500 نموذج ديكور، 3000 عمل مختلف منها 500 لوحة، 3000 قطعة مجوهرات.
نظمت مكتبة ومتحف الأوبرا 25 معرض منذ عام 1992 وتكون في مكتبة فرنسا الوطنية أو في مكان آخر. وتعرض أيضا قطع من المتحف بالتناوب في متحف أورسيه.

## مقالات ذات صلة
- مكتبة فرنسا الوطنية

## وصلات خارجية
- موقع مكتبة ومتحف الأوبرا على موقع مكتبة فرنسا الوطنية.